# 445th Airlift Wing

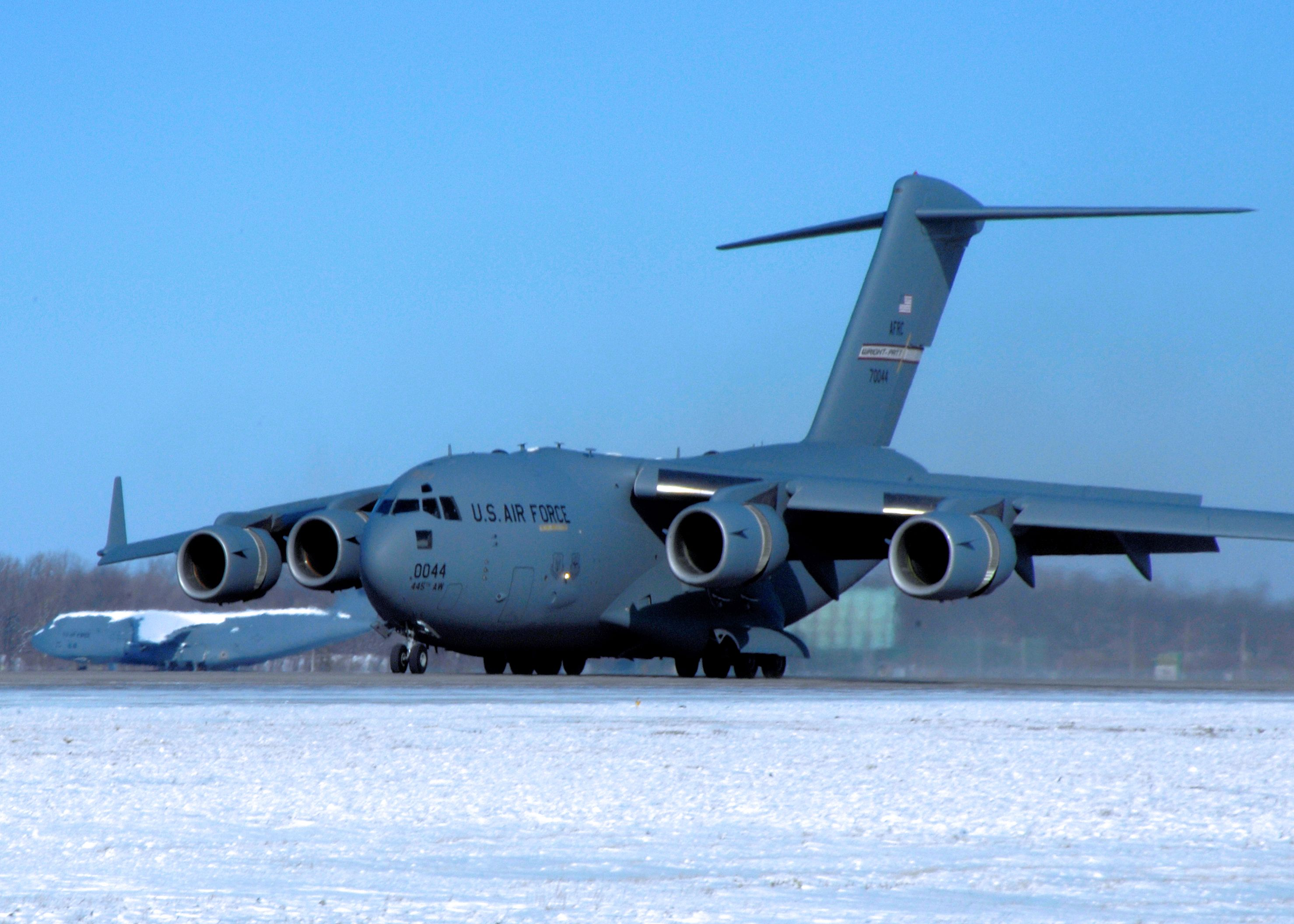
C-17A dell'89th AS

Il 445th Airlift Wing è uno stormo da trasporto dell'Air Force Reserve Command, inquadrato nella Fourth Air Force. Il suo quartier generale è situato presso la Wright-Patterson Air Force Base, in Ohio.

## Organizzazione
Attualmente, al maggio 2017, esso controlla:
- 445th Operations Group
  - 445th Operation Support Squadron
  - 445th Aeromedical Evacuation Squadron
  -  89th Airlift Squadron - Equipaggiato con 9 C-17A
- 445th Maintenance Group
  - 445th Aircraft Maintenance Squadron
  - 445th Maintenance Operations Squadron
  - 445th Maintenance Squadron
- 445th Airlift Wing HQ
  - 445th Aeromedical Staging Squadron
  - 445th Aerospace Medicine Squadron
  - 445th Airlift Wing Staff
- 445th Mission Support Group
  - 445th Aerial Port Squadron
  - 445th Civil Engineer Squadron
  - 445th Force Support Squadron
  - 445th Logistics Readiness Squadron
  - 445th Security Forces Squadron
  - 445th Communications Element
  - 445th Military Personnel Flight